# Вега, Алекса
Алекса Эллесс Пенавега (англ. Alexa Ellesse PenaVega, в девичестве Вега (англ. Vega); род. 27 августа 1988[…], Майами, Флорида) — американская актриса кино и телевидения, певица. Она известна по роли Кармен Кортес в первых четырёх фильмах серии «Дети шпионов».

## Биография
Алекса Вега родилась в Майами, штат Флорида, США. Колумбийка по отцу, христианка, Алекса старшая из семерых детей. В 1990 году семья Алексы переехала в Лос-Анджелес, Калифорния. Её мать Джина Рю — фотомодель, одна из сестёр, Макензи — тоже актриса («Пила: Игра на выживание», «Город грехов»), также есть сёстры Марго, Кризия, Грейлин, братья Круз и Джет. Мать Алексы развелась с её отцом-колумбийцем, и девочка выросла с отчимом.

## Карьера
Алекса впервые снялась в кино в возрасте шести лет в спортивном фильме «Маленькие великаны» (1994) в роли дочери персонажа в исполнении Эда О’Нила. В 1990-е годы Вега снялась в эпизодических ролях в ряде телесериалов и фильмов, таких как «Скорая помощь» и «Всё это», «Девять месяцев», «Смерч» и других.
Первой крупной ролью Алексы стала Кармен Кортес в фантастической тетралогии Роберта Родригеса «Дети шпионов». Фильм стал блокбастером и сразу принёс девушке широкую известность. Вега снялась во всех четырёх фильмах серии, она исполняла все трюки сама без участия каскадёров и сама же записала несколько песен для фильма. С тех пор Вега профессионально занялась пением. В 2007 году она дебютировала на сцене в бродвейском мюзикле «Лак для волос», исполнив роль Пенни Пинглтон.
В отличие от многих актёров-детей, чья карьера прервалась во взрослом возрасте, Вега продолжила активно сниматься в фильмах и мюзиклах. Одна из самых ярких ролей Веги была сыграна в 2008 году в фантастическом киномюзикле «Рипо! Генетическая опера», где Алекса исполнила роль главной героини, Шайло, в том числе её вокальные партии.
В 2012 году вышел новый мюзикл с Вегой, «Дьявольский карнавал», а также фильм «Проект „Беременность“», в котором Алекса исполнила главную роль 17-летней Габи Родригес, притворившейся беременной для своего школьного проекта об отношении общества к беременным подросткам.
В 2013 году журнал Vanity Fair назвал Алексу Вега одной из самых сексуальных молодых актрис.

## Личная жизнь
В 2010—2012 годы Алекса была замужем за кинопродюсером Шоном Ковелом.
С 4 января 2014 года Алекса замужем за актёром Карлосом Пеной, с которым она встречалась год до их свадьбы. Карлос и Алекса объединили свои фамилии, теперь оба носят фамилию Пенавега. У супругов есть сын — Оушен Кинг Пенавега (род. 7 декабря 2016). 30 июня 2019 года родился второй сын — Кингстон Джеймс Пенавега. 7 мая 2021 года у супругов родилась дочь — Рио Рей Пенавега.

## Фильмография
| Год       |    | Русское название                                    | Оригинальное название                 | Роль                |
| --------- | -- | --------------------------------------------------- | ------------------------------------- | ------------------- |
| 1994      | ф  | Маленькие великаны                                  | Little Giants                         | Присцилла О’Ши      |
| 1996      | ф  | Смерч                                               | Twister                               | Джо Хардинг в 6 лет |
| 1998      | ф  | Деннис-мучитель 2                                   | Dennis the Menace Strikes Again!      | Джина               |
| 1999      | ф  | На самом дне океана                                 | The Deep End of the Ocean             | Керри Каппадора     |
| 2001      | ф  | Дети шпионов                                        | Spy Kids                              | Кармен Кортес       |
| 2002      | ф  | Дети шпионов 2                                      | Spy Kids 2                            | Кармен Кортес       |
| 2003      | ф  | Дети шпионов 3: Игра окончена                       | Spy Kids 3: Game Over                 | Кармен Кортес       |
| 2004      | ф  | Ночная тусовка                                      | Sleepover                             | Джули Корки         |
| 2005      | ф  | Редкая женщина                                      | Odd Girl Out                          | Ванесса Снайдер     |
| 2006      | ф  | Свидетель обвинения                                 | State’s Evidence                      | Сэнди               |
| 2006      | ф  | Забастовка                                          | Walkout                               | Паула Хризостомо    |
| 2007      | ф  | Ошеломление                                         | Remember the Daze                     | Холли               |
| 2008      | ф  | Рипо! Генетическая опера                            | Repo! The Genetic Opera               | Шайло Уоллес        |
| 2009      | ф  | Невинность                                          | Innocent                              | Эшли                |
| 2009      | ф  | Брокен Хилл                                         | Broken Hill                           | Кэт Роджерс         |
| 2009      | с  | Бывает и хуже                                       | The middle                            | Морган Эдвардс      |
| 2010      | ф  | День матери                                         | Mother's Day                          | Дженна Лютер        |
| 2011      | ф  | Дети шпионов 4D                                     | Spy Kids 4: All the Time in the World | Кармен Кортес       |
| 2011      | ф  | Prada и чувства                                     | From Prada to Nada                    | Мэри                |
| 2012      | ф  | Дьявольский карнавал                                | The Devil's Carnival                  | Вик                 |
| 2012      | тф | Проект «Беременность»                               | The Pregnancy Project                 | Габи Родригес       |
| 2013      | с  | Биг Тайм Раш                                        | Big Time Rush                         | камео               |
| 2013      | ф  | Заброшенная шахта                                   | Abandoned Mine                        | Шэрон               |
| 2013      | ф  | Мачете убивает                                      | Machete Kills                         | Киллджой            |
| 2013      | ф  | Охотники                                            | The Hunters                           | Дилан Савини        |
| 2014      | с  | Люди будущего                                       | The Tomorrow People                   | Хиллари Коул        |
| 2014      | ф  | Оставшийся                                          | The Remaining                         | Скайлер             |
| 2014      | ф  | Город грехов 2: Женщина, ради которой стоит убивать | Sin City: A Dame to Kill For          | Гилда               |
| 2015      | с  | Менталист                                           | The Mentalist                         | Лили Стопард        |
| 2019—2020 | с  | —                                                   | Picture Perfect Mysteries             | Элли Адамс          |
| 2021      | ф  | Щелчок любви                                        | Taking a Shot at Love                 | Дженна              |